# Friedrich Schönauer
Friedrich „Fritz“ Schönauer (* 11. September 1904 in Grüngraben; † 2. April 1950 in Bayreuth) war ein deutscher Gewerkschafter, Politiker (SPD) und Widerstandskämpfer gegen den Nationalsozialismus.

## Leben
Schönauer wurde am 11. September 1904 in Grüngraben (Standesamt Altenplos) bei Bayreuth geboren. Der Vater Konrad Schönauer war Maurer und Polier, die Mutter Katharina Schönauer, geborene Ochs, Hausfrau. Zeitweise übernahm der Vater das Amt des Bürgermeisters von Altenplos.
Nach dem Besuch der Volksschule absolvierte Friedrich Schönauer eine Lehre als Elektroinstallateur, die er 1921 mit der Gesellenprüfung abschloss. In den folgenden Jahren arbeitete er in seinem erlernten Beruf und betätigte sich daneben in der Gewerkschaft. Kurz nach Ende seiner Ausbildung hatte er sich dem Deutschen Metallarbeiter-Verband (DMV) angeschlossen. Zeitweise war Schönauer auch als Schlepper und Grubenelektriker im Ruhrbergbau tätig.
Nach der Machtergreifung der Nationalsozialisten wurde er am 10. März 1933 festgenommen. Er kam in „Schutzhaft“, zunächst in Kulmbach, später im Bayreuther Gefängnis. Am 6. Mai 1933 wurde er in das KZ Dachau überführt, aus dem man ihn am 29. Dezember 1933 entließ. Er betätigte sich im Widerstand gegen das NS-Regime. 1934 wurde er mehrmals verhaftet. Ende Februar 1935 emigrierte er in die Tschechoslowakei, um einer erneuten Verhaftung zu entgehen. Dort betätigte er sich in Exil-Strukturen der SPD. Im September 1937 ging er über Österreich und die Schweiz nach Frankreich, wo er sich erneut in Exil-Organisationen der deutschen Sozialdemokratie engagierte. Unter anderem war er auch im parteiübergreifenden Koordinationsausschuss deutscher Gewerkschaftler tätig. In Frankreich wurde Schönauer als potentiell „feindlicher Ausländer“ im Lager Gurs interniert. Im März 1941 konnte er nach Spanien fliehen, wo er jedoch ebenfalls interniert wurde. Nach zwei Jahren Internierung konnte er im Dezember 1943 mit falschen Papieren aus einem Gefängnis in Madrid entlassen werden. Schönauer ging illegal zurück nach Frankreich, wo er sich der französischen Résistance anschloss. Später schloss er sich den US-amerikanischen Invasionstruppen an, mit denen er 1944/45 unter falschem Namen (u. a. Fred Stark, Jean, Novotny, James Fried) an der Befreiung Frankreichs vom Nationalsozialismus teilnahm.
Schönauer kehrte im Sommer 1945 nach Deutschland zurück und schied im September gleichen Jahres aus der US-Armee aus. Er ließ sich in Kulmbach nieder und arbeitete dort als Angestellter in einer Spinnerei. Außerdem setzte er sein gewerkschaftliches Engagement fort. Er wurde Vorsitzender einer Spruchkammer, wurde aber aufgrund Meinungsverschiedenheiten bei der Entnazifizierung 1948 zu zehn Tagen Haft in der Kulmbacher Fronfeste verurteilt.

## Parteipolitik
Schönauer war bereits sehr früh politisch sozialisiert worden. Im Alter von 14 Jahren schloss er sich der Sozialistischen Arbeiter-Jugend (SAJ) an, 1919 wurde er Mitglied der SPD. Nach dem Zweiten Weltkrieg beteiligte er sich an der Neugründung der SPD in Kulmbach, zu deren Kreisvorsitzenden er im Oktober 1945 gewählt wurde. Seit 1946 war Schönauer Stadtrat und Zweiter Bürgermeister von Kulmbach. Bei der ersten Bundestagswahl 1949 wurde er im Bundestagswahlkreis Kulmbach direkt in den Deutschen Bundestag gewählt, dem er bis zu seinem Tod angehörte.
Schönauer war als ordentliches Mitglied im Ausschuss für Patentrecht und gewerblichen Rechtsschutz tätig. Sein Nachfolger im Bundestag wurde Johannes Semler.

## Ehrungen
- Friedrich-Schönauer-Straße in Kulmbach